# 龙华街道 (齐齐哈尔市)
龙华街道是中国黑龙江省齐齐哈尔市铁锋区下辖的一个街道。